# Antonio de Añazco
Antonio de Añazco y Melgarejo (Sevilla, 1556-c, Asunción, Paraguay, 1617) fue un conquistador, explorador, colonizador y funcionario español. Ejerció los cargos de teniente de gobernador general de Asunción y teniente de gobernador del Guayrá. 

## Biografía
Hijo de Antonio de Añazco y de Juana Ortiz de Melgarejo, hermana de Ruy Díaz de Melgarejo, primer teniente de gobernador del Guayrá y de Francisco Ortiz de Vergara, sexto gobernador del Río de la Plata y del Paraguay. Nieto por vía paterna de Diego de Añazco (n. ca. 1490) y de Leonor de la Becerra (n. ca. 1499) y por vía materna de Francisco de Vergara y Ribera (n. ca. 1489) y de Beatriz de las Roelas Ortiz Melgarejo (n. ca. 1499).
El 8 de febrero de 1575 llega al Paraguay con el adelantado Juan Ortiz de Zárate con la particularidad de que desde los 14 años ya ostentaba el tratamiento de cortesía de «Don», siendo el único que poseía dicho título entre todos los expedicionarios.
El 15 de marzo de 1585, fue nombrado teniente de gobernador del Guayrá   por Juan de Torres Navarrete y a Ruy Diaz de Guzman lo nombraron como su lugarteniente.
El 20 de mayo de 1597, Hernando Arias de Saavedra, lo nombró teniente de gobernador general de Asunción, cargo que ejerció algún tiempo. Luego fue confirmado nuevamente por Hernandarias en 1598 y 1606.
Falleció en Asunción, Paraguay en 1617.

## Matrimonio y descendencia
Fue su cónyuge Ana de Ocampo y Saavedra, hija de Martín Suárez de Toledo y de María de Sanabria, hija de Juan de Sanabria, designado por Carlos I como tercer adelantado del Río de la Plata y del Paraguay, pero fallecido antes de zarpar del puerto de Sanlúcar de Barrameda para asumir el cargo y de su viuda, Mencía Calderón, conocida como «La adelantada». Ana era hermana de Hernando Arias de Saavedra y hermana por parte de madre de Hernando de Trejo, segundo obispo de Córdoba del Tucumán y fundador de la Universidad Nacional de Córdoba, en Argentina.
Tuvieron cuatro hijas:
- Beatriz de Añazco y Ocampo, casada con el Capitán y Regidor Juan Caballero de Bazán, hijo del Teniente General Juan Caballero de Bazán,.

- María de Añazco, casada con el Capitán Juan Cabrera de Ovalle.

- Potenciana de Añazco Saavedra y Sanabria, casada con el General Francisco Nuñez de Ábalos.

- Leonor de Añazco y Ocampo, casada con el Teniente de Gobernador Gabriel de Vera y Aragón, hijo de Juan Torres de Vera y Aragón.